# Piotr II Karadziordziewić
Piotr II Karadziordziewić (Краљ Петар II Карађорђевић; ur. 6 września 1923 w Belgradzie, zm. 3 listopada 1970 roku w Denver) – ostatni król Jugosławii w latach 1934–1945.

## Młodość
Był synem króla Aleksandra I i Marii Hohenzollern-Sigmaringen. Ojcem chrzestnym Piotra był król brytyjski Jerzy VI, a matką chrzestną jego żona Elżbieta. Początkowo pobierał naukę w pałacu królewskim, następnie uczył się w angielskiej szkole w Wiltshire. Anglię opuścił po zabójstwie ojca w 1934. W tym samym czasie został królem Jugosławii, lecz w czasie jego małoletności rządy regenta księcia pełnił Paweł Karadziordziewić.

## Władza
Objął władzę po zamachu stanu 27 marca 1941. Tuż po koronacji przeciwstawił się stanowczo żądaniom państw Osi. W kilka dni później III Rzesza, Włochy, Węgry i Rumunia zaatakowały Jugosławię. Chorwacja nie stawiała właściwie oporu i stała się satelitą III Rzeszy. Kluczowe stanowiska zajmowali zabójcy ojca Piotra II. Mimo znacznej przewagi militarnej Wermachtu król, który pracował codziennie od siódmej rano do późnego wieczora, postanowił kontynuować walkę.
Na terytorium całego kraju zorganizował się ruch oporu, którego członkowie przeszkadzali siłom wroga. Jednak ruch ostatecznie przegrał i 18 kwietnia 1941 roku zostało podpisane zawieszenie broni.

## Życie na emigracji
Król Jugosławii, któremu skonfiskowano wszystkie dobra, opuścił ziemię swych przodków, by udać się do Grecji na zaproszenie swojego kuzyna, króla Jerzego II. Następnie wyruszył do Londynu, gdzie świętował swoje osiemnaste urodziny i został przyjęty przez angielską rodzinę królewską oraz premiera Winstona Churchilla. Podczas pobytu w Windsorze zaprzyjaźnił się z księżniczkami Elżbietą i Małgorzatą.
W czasie kiedy J. Tito odnosił zwycięstwa w walce z hitlerowskim okupantem i jego sprzymierzeńcami, Piotr II studiował na Uniwersytecie Cambridge. W 1944 roku w Londynie ożenił się z księżniczką grecką Aleksandrą, córką króla Grecji Aleksandra I. Jedyny syn Aleksander urodził się w 1945 roku.
Tito odnosił kolejne zwycięstwa. Kilka dni po ślubie Piotra II dowodzone przez niego wojska wyzwoliły Belgrad spod władzy Niemców. Postawiony przed faktem dokonanym, Piotr II uznaje partyzantów za jedyną siłę wyzwoleńczą, a w zamian za to Tito zgodził się na władzę króla w Jugosławii. Jednak w 1945 roku koalicja stworzona przez Tito wygrała wybory do zgromadzenia ustawodawczego, zdobywając niemal 90% głosów, i Tito postanowił utworzyć Federacyjną Republikę Jugosławii.
Został faktycznie zdetronizowany po proklamowaniu 29 października 1945 przez parlament Federacyjnej Ludowej Republiki Jugosławii, ale nigdy nie abdykował, nie uznawszy legalności decyzji komunistycznego, nie pochodzącego z wolnych wyborów parlamentu.
Po pierwszych latach spędzonych w Anglii osiedlił się w Stanach Zjednoczonych. Miał wtedy problemy ze zdrowiem (cierpiał na silny alkoholizm). Zmarł w Denver, Kolorado na ostrą niewydolność wątroby. Pochowany został w USA, w serbskim monasterze św. Sawy w Libertyville. 22 stycznia 2013 r. jego prochy zostały przewiezione z USA do Belgradu i tymczasowo złożone w pałacu królewskim w dzielnicy Dedinje. W maju 2013 r. złożone zostały w Mauzoleum Karadziordziewiciów Oplenac w Topoli.
Jego syn, królewicz następca tronu Aleksander Karadziordziewić jest obecną głową dynastii.

## Odznaczenia
Odznaczony m.in. papieskim Orderem Złotej Ostrogi w 1939.

## Przodkowie
| Prapradziadkowie     | Jerzy Czarny (1768–1818) ∞1607 Jelena Jovanović (1771–1842)                                                 | Jevrem Nenandović (1793–1864) ∞ok. 1812 Jovanka Milovanović (1797–ok. 1840)                                 | Mirosław Petrowić-Niegosz (1820–1867) ∞1840 Anastazja Martinović (1824–1894)                                | Petar Vukotić (1826–1907) ∞ok. 1840 Jelena Vojvodić (ok. 1825–1856)                                         | ks. Hohenzollern-Sigmaringen Karol Antoni (1811–1885) ∞1834 Józefina Badeńska (1813–1900)            | kr. Portugalii Ferdynand II (1816–1885) ∞1836 kr. Portugalii Maria II (1819–1853)                    | Albert Koburg (1819–1861) ∞1840 kr. Wielkiej Brytanii Wiktoria (1819–1901)                           | car Rosji Aleksander II (1818–1881) ∞1841 Maria Aleksandrowna (1824–1880)                            |
| Pradziadkowie        | ks. Serbii Aleksander (1806–1885) ∞1830 Persyda Nenandović (1813–1873)                                      | ks. Serbii Aleksander (1806–1885) ∞1830 Persyda Nenandović (1813–1873)                                      | kr. Czarnogóry Mikołaj (1841–1921) ∞1860 Milena Vukotić (1847–1923)                                         | kr. Czarnogóry Mikołaj (1841–1921) ∞1860 Milena Vukotić (1847–1923)                                         | Leopold Hohenzollern-Sigmaringen (1835–1905) ∞1861 Antonina Maria Koburg-Bragantyńska (1845–1913)    | Leopold Hohenzollern-Sigmaringen (1835–1905) ∞1861 Antonina Maria Koburg-Bragantyńska (1845–1913)    | ks. Saksonii-Koburga-Gothy Alfred (1844–1900) ∞1874 Maria Aleksandrowna Romanowa (1853–1920)         | ks. Saksonii-Koburga-Gothy Alfred (1844–1900) ∞1874 Maria Aleksandrowna Romanowa (1853–1920)         |
| Dziadkowie           | kr. Serbów, Chorwatów i Słoweńców, Piotr I Wyzwoliciel (1844–1921) ∞1883 Zorka Petrowić-Niegosz (1864–1890) | kr. Serbów, Chorwatów i Słoweńców, Piotr I Wyzwoliciel (1844–1921) ∞1883 Zorka Petrowić-Niegosz (1864–1890) | kr. Serbów, Chorwatów i Słoweńców, Piotr I Wyzwoliciel (1844–1921) ∞1883 Zorka Petrowić-Niegosz (1864–1890) | kr. Serbów, Chorwatów i Słoweńców, Piotr I Wyzwoliciel (1844–1921) ∞1883 Zorka Petrowić-Niegosz (1864–1890) | kr. Rumunii, Ferdynand Jednoczyciel (1865–1927) ∞1893 Maria Koburg (1875–1938)                       | kr. Rumunii, Ferdynand Jednoczyciel (1865–1927) ∞1893 Maria Koburg (1875–1938)                       | kr. Rumunii, Ferdynand Jednoczyciel (1865–1927) ∞1893 Maria Koburg (1875–1938)                       | kr. Rumunii, Ferdynand Jednoczyciel (1865–1927) ∞1893 Maria Koburg (1875–1938)                       |
| Rodzice              | kr. Jugosławii, Aleksander Jednoczyciel (1888–1934) ∞1922 Maria Hohenzollern-Sigmaringen (1900–1961)        | kr. Jugosławii, Aleksander Jednoczyciel (1888–1934) ∞1922 Maria Hohenzollern-Sigmaringen (1900–1961)        | kr. Jugosławii, Aleksander Jednoczyciel (1888–1934) ∞1922 Maria Hohenzollern-Sigmaringen (1900–1961)        | kr. Jugosławii, Aleksander Jednoczyciel (1888–1934) ∞1922 Maria Hohenzollern-Sigmaringen (1900–1961)        | kr. Jugosławii, Aleksander Jednoczyciel (1888–1934) ∞1922 Maria Hohenzollern-Sigmaringen (1900–1961) | kr. Jugosławii, Aleksander Jednoczyciel (1888–1934) ∞1922 Maria Hohenzollern-Sigmaringen (1900–1961) | kr. Jugosławii, Aleksander Jednoczyciel (1888–1934) ∞1922 Maria Hohenzollern-Sigmaringen (1900–1961) | kr. Jugosławii, Aleksander Jednoczyciel (1888–1934) ∞1922 Maria Hohenzollern-Sigmaringen (1900–1961) |
| Piotr II (1923–1970) | | | | | | | | |